# Joan Gale

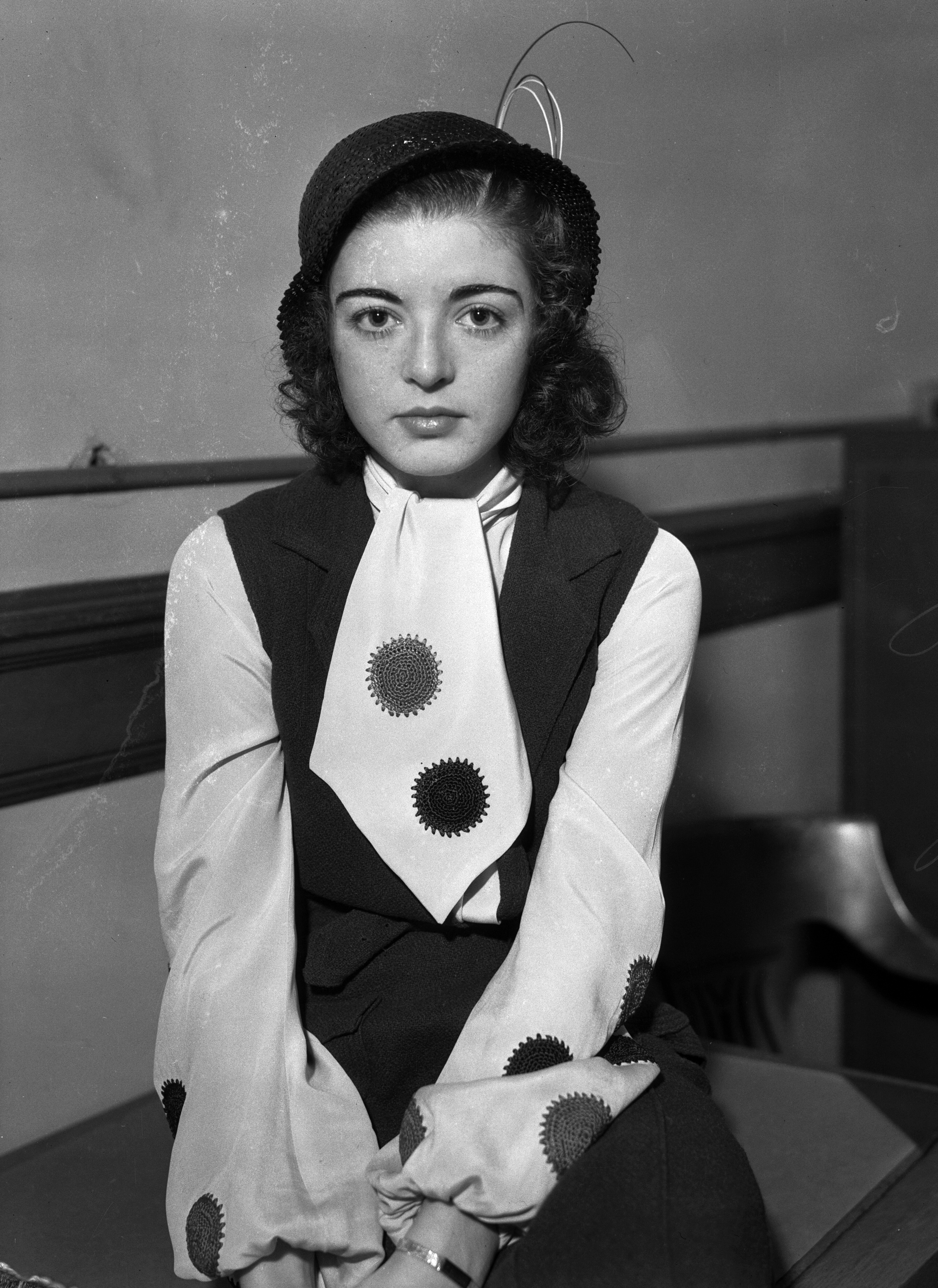
Joan Gale

Joan Gale (* 13. September 1912 in San Francisco, Kalifornien als Lorraine Gilmartin; † 11. Juni 1998 in New York City, New York) war eine US-amerikanische Filmschauspielerin.

## Leben
Joan Gale und ihre Zwillingsschwester Jean Gale (Geburtsname Lenore Gilmartin) wurde 1912 in San Francisco im US-Bundesstaat Kalifornien geboren. Gemeinsam mit den Zwillingsschwester Jane (* 6. Juli 1911, Geburtsname Helen Gilmartin),   und June (* 6. Juli 1911, Geburtsname Doris Gilmartin).
Die Schwestern begannen schon in jungen Jahren als angeblich Vierlinge unter dem Namen Gale Quadruplets im Varieté aufzutreten. Am Broadway traten Joan Gale und ihre Schwestern als Gale Quadruplets in den Musicals Flying High (1930) und George White’s Scandals (1931) auf. Joan Gale trat in mehreren Produktionen von Mascot Pictures auf, beispielsweise im Western Der letzte Mohikaner (The Last of the Mohicans) als Red Wing, ihrem ersten Filmauftritt, und im Western The Miracle Rider (1935) als Ruth.
Joan Gale heiratete Lew Schreiber, einen Casting-Direktor von 20th Century Fox. Sie hatten eine gemeinsame Tochter. Gale starb am 11. Juni 1998 im Alter von 85 Jahren in New York.

## Filmografie
- 1932: Der letzte Mohikaner (The Last of the Mohicans)
- 1934: Melody in Spring
- 1934: Tempel der Schönheit (Kiss and Make-Up)
- 1934: Blind Date
- 1934: Die lustige Witwe (The Merry Widow)
- 1935: The Nut Farm
- 1935: Tom Mix, der Wunderreiter (The Miracle Rider)
- 1935: Outlawed Guns